# 4420 Alandreev
4420 Alandreev este un asteroid din centura principală, descoperit pe 15 august 1936 de Grigorij Nieujmin.